# Саид Абдулла-хан
Саид Абдулла-хан (1871, Хива — 1933, Кривой Рог, Днепропетровская область) — правитель из узбекской династии Кунгратов, последний хан Государства Хорезм, которое в русской и советской историографии называется «Хивинским ханством».
Был возведён на трон после военного переворота в Государстве Хорезм и убийства Асфандияр-хана — его родного брата и предшественника. Саид Абдулла-хан правил с марта 1918 года по 2 февраля 1920 года. Фактическим правителем Государства Хорезм в этот период являлся военный визирь государства — туркмен из племен явмудов Джунаид-хан.

## Биография
5 апреля 1917 года Асфандияр-хан обнародовал манифест, в котором обещал создать представительный орган — Мажлис. Однако в дальнейшем ситуация обострилась, и верх взяли реакционные силы. В результате, правительство младохивинцев было свергнуто, а реформы, объявленные в манифесте, отменены. В это время в Хиву вернулся предводитель туркменского племени Джунаид-хан, который был назначен командующим вооружёнными силами ханства, а вскоре сосредоточил всю власть в своих руках.
В 1918 году Асфандияр-хан был убит в ходе государственного переворота людьми Джунаид-хана во дворце Нуриллабоя, и на престол был возведён его брат Саид Абдулла-хан (1918—1920 годы). Реальную же власть получил Джунаид-хан.
Осенью 1919 года лидерами большевиков было принято решение о свержении власти хивинского хана. В Хорезм были направлены хорошо вооружённые войска Красной армии. К началу февраля 1920 года армия Джунаид-хана была полностью разгромлена.
В 1920 году Саид Абдулла-хан был арестован ЧК. 2 февраля 1920 года отрёкся от престола и был выслан на вечное поселение в Кривой Рог, жил в посёлке Гвардия шахтоуправления «Гвардия», где и умер. Предположительно похоронен на кладбище «Гвардейское» в Кривом Роге.
В 1932 году в Украинской ССР начался массовый голод (известный как Голодомор). В 1933 году Саид Абдулла-хан заболел и попал в больницу при руднике, где у него обнаружилась дизентерия, и через месяц он умер от продолжительной болезни и недоедания. Был похоронен на рудничном кладбище.

## Потомки
Украинский писатель Григорий Джамалович Гусейнов в начале 1980-х годов познакомился с потомками Саид Абдуллы-хана и провёл исследование о потомках хана на Украине. Он, в частности, опрашивал племянника Саид Абдулла-хана — Абдурасула Мухаммедъяровича Мадиярова, жившего в Кривом Роге, который подробно рассказал историю и жизнь потомков хана на Украине. Результаты своих исследований Григорий Гусейнов изложил в очерке «Как хан на шахте работал».
После отречения от престола 2 февраля 1920 года, Саид Абдулла-хан и его семья были арестованы большевиками. Процесс над ханом и его семьей начался 12 июня 1920 года. Согласно приговору, Саид Абдулла-хан и 9 (по другим данным 7) его ближайших родственников мужского пола были выселены за пределы Хорезмской Народной Советской Республики сроком от 3 до 5 лет. Оставшиеся члены большой ханской семьи, не влиятельные мужчины, женщины, старики и дети были с ними разлучены и оставлены в самой республике. Помимо этого, были конфискованы всё имущество, деньги, драгоценности, дома, земли и имения большой ханской семьи.
К ссылке были приговорены упомянутые выше 9 человек, включая самого хана. Это были сам Саид Абдулла-хан, три его сына — Саид Абдулла, Рахматулла и Якуб Юсуф, его родной брат — Мухаммадъяр, а также племянники — Абдурасул, Мадъяр, Насыр и Ибадулла. Сначала их перевезли из Хивы в Ташкент, где продержали два дня, и оттуда под охраной отправили на поезде в Самару, где они пробыли три недели. Из Самары все они были переправлены на поезде в Москву. Две недели их держали в Ордынском лагере, 10 месяцев в Андрайковском лагере и два месяца в Ивановском лагере. 12 февраля 1922 года все они, включая самого Саид Абдулла-хана, были неожиданно освобождены, с предписанием искать работу. Сначала их отправили в Екатеринослав (ныне Днепр), но там им не нашлось работы, и они переехали в соседнее Верховцево, где они начали работать в местном совхозе. В июле 1924 года все — за исключением Абдурасула Мухамадъяровича, который поступил в местную школу милиции, прибыли в Кривой Рог на рудник «Дубовая Балка» (впоследствии рудник «Большевик»). Трое из них начали работать на руднике сторожами и конюхами. В то время в центральной Украине была тотальная безработица, и остальные не могли найти работу. Во-первых, они не знали ни русского, ни украинского языка, во-вторых, не имели ремёсел и навыков, свойственных для жителей этого региона. Из Хорезма приходили плохие новости, о том, что бывшая ханская семья, насильно разделенная и оставшаяся в Хиве, живёт за чертой бедности, голодает, существуя буквально на подаяния и помощь соседей. Попрошайничать начали даже маленькие дети.
Узнав об этом, в июле 1925 года они обратились в криворожский отдел ГПУ (политическая спецслужба того времени), Совет народных комиссаров УССР и Всеукраинский центральный исполнительный комитет с просьбой разрешить вернуться домой, в Хорезм. В начале августа Секретариат управления делами СНК обратился в Наркомат внутренних дел УССР с предложением ознакомиться с копией просьбы изгнанников и отправить свои предложения. В сопроводительном письме, начальник административного отдела НКВД написал, что «если не будет препятствий, то принять все меры по делу удовлетворения их просьбы». Украинское ГПУ решило перестраховаться и отправило материалы к ОГПУ при СНК СССР. ОГПУ при СНК СССР 19 ноября 1925 года направило ГПУ УССР ответ, где говорилось о том, что их возвращение на родину является нежелательным из-за «возможности всякого влияния на массы».
В 1926 году к изгнанникам присоединился Абдурасул, который уволился из милиции. Он приехал в Кривой Рог со своей женой по имени Олимпиада, и всё большое семейство жило в одном из рудничных бараков. Позднее женился на местной жительнице по имени Влада Житковская — Саид Абдулла — один из сыновей Саид Абдулла-хана.
Сам Саид Абдулла-хан не завёл семью в Кривом Роге, и продолжал работать сторожем на руднике «Большевик». На месте работы у него было прозвище «Хан», и большинство не догадывалось или не верило, что «Хан» — последний хан Государства Хорезм из династии Кунгратов. В 1932 году в Украинской ССР начался массовый голод (известный как Голодомор). В 1933 году Саид Абдулла-хан заболел и попал в больницу при руднике, где у него обнаружилась дизентерия, и через месяц он умер от продолжительной болезни и недоедания. Был похоронен на рудничном кладбище.
Старший брат Саид Абдулла-хана — Мухаммадъяр во время изгнания был пожилым, и ему было около 70 лет. Не мог работать, и после начала массового голода был вынужден попрошайничать. Младший брат Саид Абдулла-хана — Ибадулла, который также был изгнан из Хорезма, был глухим с детства, и практически не работал на протяжении всей своей жизни. В основном попрошайничал на местном рынке рядом с рудничным магазином. К лету 1934 года Ибадулла был сильно истощён из-за голода, и случайно был задавлен грузовиком, и умер из-за этого несчастного случая.
В 1933 году, изгнанникам было позволено вернуться в Среднюю Азию или селиться в других частях СССР без ограничений, и сыновья Саид Абдулла-хана — Рахматулла и Юсуф Якуб переехали в Ташкент, где проживала часть их родственников. После приезда в Ташкент, они отправили письмо в Кривой Рог и сообщили о своём местонахождении. Мухаммадъяр — старший брат Саид Абдулла-хана решил вернуться в Хиву. Добрался до Ташкента, был вынужден попрошайничать, где и умер в 1936 году, так и не доехав до родной Хивы.
Сын хана — Саид Абдулла со своей женой переехал в Ташкент, где работал переводчиком. Позднее он переехал в город Ош, и работал в геологоразведке. Через несколько лет начал пить, и в 1941 году сбил человека и был осуждён на пять лет лагерей. Его жена вернулась в Кривой Рог в 1944 году. Саид Абдулла умер в начале 1960-х годов. В советское время всем изгнанникам было запрещено въехать в Хиву, тогда как для въезда в остальные части СССР не было никаких ограничений.
После 1934 года, в Кривом Роге остались только братья Насыр и Абдурасул. Насыр работал сторожем, хотя был самым образованным среди изгнанных, писал стихи и рисовал. Был женат несколько раз, и его жены расставались с ним из-за нищеты. Последние годы своей жизни провёл в одиночестве и умер в 1944 году. Абдурасул смог построить себе небольшой дом, женился, и всю свою оставшуюся жизнь провёл в рудничном посёлке. В период оккупации Украины Третьим рейхом был на принудительных работах в Германии. По возвращении из Германии продолжал работать на руднике конюхом. У него родились три дочерей, а позднее родились внуки и правнуки. Умер в 1990-е годы. Незадолго перед смертью, в 1990 году, спустя 71 год, побывал в Хиве и посетил могилу своего деда — Мухаммад Рахим-хана II. В настоящее время на Украине до сих пор живут потомки Абдурасула, который являлся племянником Саид Абдулла-хана и внуком Мухаммад Рахим-хана II.
В феврале 2019 года стало известно, что готовится к изданию книга Григория Гусейнова — «Ветер с востока» (укр. Вітер зі сходу), посвященная истории жизни этих изгнанников. Книга написана на основе многочасовых рассказов самого Абдурасула Григорию Гусейнову, а также на основе различных архивных данных и документов, впечатлений Абдурасула после возвращения из Хивы в 1990 году. Также в книге представлены многочисленные фотографии, документы и рукописи, предоставленные Григорию Гусейнову потомками Абдурасула